# Oxalis campylorhiza
Oxalis campylorhiza är en harsyreväxtart som beskrevs av Salter. Oxalis campylorhiza ingår i släktet oxalisar, och familjen harsyreväxter. Inga underarter finns listade i Catalogue of Life.